# Акула рифова білопера
Рифова акула білопера (Triaenodon obesus) — акула родини сірих акул (Carcharhinidae), єдиний представник роду Triaenodon.

## Опис
Невелика акула з тонким тілом і широкою плоскою головою. Найбільша довжина — 2,13 м, але особини понад 1,6 м трапляються рідко. Максимальної довжини акули досягають у віці 25 років. Морда заокруглена, очі горизонтально овальні. Забарвлення темно-сіре або буре, іноді спина темно-плямиста. Черево трохи світліше спини. Свою назву отримала через білі плавці.

## Спосіб життя
Це донна акула, тримається чистих дрібних вод поблизу рифів. Зустрічається на глибині 330 м. У денний час акула ховається в скелястих печерах, звідки несподівано атакує своїх жертв. Відрізняється здатністю залишатися нерухомою протягом довгого часу. Найбільша активність у цього виду — вночі. Живиться мешканцями дна: восьминогами, колючими омарами, крабами, рибою, ікрою. Зберігає прихильність до своїх печер, постійно повертаючись до них після тимчасової відсутності. Мисливські ділянки малі.
Самці стають статевозрілими при 1,05 м, зазвичай досягають довжини 1,68 м. Самки статевозрілих при довжині 1,05-1,09 м і виростають до 1,58 м.

## Розповсюдження
Один з найпоширеніших видів акул тропічних і помірних коралових рифів Індійського і Тихого океанів. Зустрічається поблизу узбережжя Південної Африки, водиться в Червоному морі в водах Пакистану, Шрі-Ланки, М'янми, Індонезії, В'єтнаму і Тайваню, мешкає на Філіппінах, поблизу Австралії та Нової Зеландії, звичайна у Полінезії, Меланезії і Мікронезії. У східній частині Тихого океану водиться у водах Кокосових і Галапагоських островів, на північ заходить до Панами і Коста-Рики.